# 曲春雨
曲春雨（1996年7月20日—）来自黑龙江省黑河市北安市，是一名中国女子短道速滑运动员。

## 个人经历
曲春雨小学一年级至二年级时曾随学校的体育教师练习滑冰，她在2003年进入黑龙江省北安市体校，跟随高级速度滑冰教练员刘晓娟进行系统性训练，打开启蒙之门。2004年，她被黑河市体育运动技术学校的教练发掘，便转入该校参与集训，四年后，她成功进入黑龙江省青年集训队，之后进入黑龙江省队。
2022年4月8日被国务院评为北京冬奥会、冬残奥会突出贡献个人。